# I Dream of Jeannie
I Dream of Jeannie är en amerikansk situationskomedi med övernaturlig handling som ursprungligen sändes mellan 1965 och 1970 i totalt 139 avsnitt. Handlingen bygger på att en astronaut råkar landa på en öde ö där han hittar en flaska med en ande i, och att anden sedan följer med honom tillbaka till USA. Anden spelades av Barbara Eden och astronauten av Larry Hagman.